# Kanton Roubaix-Centre
Kanton Roubaix-Centre (francouzsky Canton de Roubaix-Centre) je francouzský kanton v departementu Nord v regionu Nord-Pas-de-Calais. Tvoří ho pouze centrální část města Roubaix.